# Нкау
Нкау (англ. Nkau) — одна з місцевих громад, що розташована в районі Мохалес-Хук, Лесото. Населення місцевої громади у 2006 році становило 9 092 особи.